# Provincia de Kymi
La provincia de Kymi (en finés: Kymen lääni, en sueco: Kymmene län) fue una provincia de Finlandia desde 1945 hasta 1997.
La provincia de Kymi se constituyó con los restos del territorio de la provincia de Viipuri después de que la parte principal se la quedó Rusia en el armisticio de Moscú de 1944. Por el tratado de paz de París de 1947, los territorios en el istmo de Carelia y alrededor del lago Ladoga fueron cedidos formalmente a la Unión Soviética.
En 1997, la provincia de Kymi se fusionó con la de Uusimaa y las partes del sur de la de Tavastia para crear la nueva provincia de Finlandia Meridional.

## Municipios en 1997
Nota: ciudades en negrita
|  | - Anjalankoski - Elimäki - Hamina - Iitti - Imatra - Jaala - Joutseno | - Kotka - Kouvola - Kuusankoski - Lappeenranta - Lemi - Luumäki - Miehikkälä | - Parikkala - Pyhtää - Rautjärvi - Ruokolahti - Saari - Savitaipale - Suomenniemi | - Taipalsaari - Uukuniemi - Valkeala - Vehkalahti - Virolahti - Ylämaa |

## Municipios anteriores
Desmantelados antes de 1997
|  | - Anjala - Haapasaari - Jääski - Karhula - Kymi - Lappee | - Lauritsala - Nuijamaa - Simpele - Sippola - Säkkijärvi - Vahviala |

## Gobernadores
- Arvo Manera (1945-1955)
- Artturi Ranta (1955-1964)
- Esko Peltonen (1965-1975)
- Erkki Huurtamo (1975-1984)
- Matti Jaatinen (1984-1993)
- Mauri Miettinen (1993-1997)

- Datos: Q1372877